# 데케인
데케인(decane) 또는 데칸은 분자식 C10H22, 축약구조식(Condensed structural fomula) CH3(CH2)8CH3을 갖는 알케인으로, 75가지의 이성질체를 가지고 있다.